# Boloria balcanica
Boloria balcanica är en fjärilsart som beskrevs av Hans Rebel 1903. Boloria balcanica ingår i släktet Boloria och familjen praktfjärilar. Inga underarter finns listade i Catalogue of Life.